# مالین آلبرگ
مالین آلبرگ (انگلیسی: Malin Allberg؛ زادهٔ ۵ مهٔ ۱۹۷۵) بازیکن فوتبال اهل سوئد است.
وی همچنین در تیم ملی فوتبال زنان سوئد بازی کرده‌است.